# Český pavilon na Světové výstavě 2005
Český pavilon na světové výstavě Expo 2005 se zaměřil na dílčí téma „Umění života“. Národní expozici zajišťovala společnost Film Dekor, která spolupracovala s režisérem Janem Hřebejkem, výtvarníkem Petrem Niklem a architektkou Barborou Škorpilovou.
Cílem hlavní části expozice s názvem Zahrada fantasie a hudby bylo navodit atmosféru, plnou emocí, proměn a překvapení a okouzlit hrou světel a zvuků. Návštěvníci si sami mohli pohrát se šestnácti originálními světelnými a zvukovými a nástroji. V souladu s výrazem hlavní expozice bylo navrženo i průčelí pavilonu a česká restaurace.
Český pavilon navštívilo za 6 měsíců trvání výstavy 1,7 milionu diváků, což jej zařadilo mezi nejúspěšnější národní prezentace.

## Architektonická soutěž
Hlavním bodem zadání výběrového řízení vyhlášeného 25. června 2003 bylo ztvárnění tématu Expa 2005 „Moudrost přírody“ a dílčího tématu „Umění života“, k němuž se Česká republika přihlásila. Šestnáctičlenná hodnotící komise vybrala z nabídek tří uchazečů (EXPO Partners, Kyzlink a Film Dekor) návrh společnosti Film Dekor, který na rozdíl od předchozích let představil kompaktní tým scénografa, výtvarníka, architekta a režiséra, kteří se všichni podíleli na návrhu společně. Autorem souborného návrhu je Jiří Černý, koordinátorem tvůrčího týmu Jan Hřebejk, autorem architektonického řešení interiéru pavilonu Jiří Buček, autorem koncepce expozice Petr Nikl a autorkou průčelí a restaurace Barbora Škorpilová.

## Popis
Kvůli neustálé hrozbě zemětřesení vystavovatelé nestavěli vlastní pavilony, ale využili unifikované moduly dodané japonským organizátorem, které umějí odolat zemětřesení o síle až devíti stupňů. K upoutání pozornosti návštěvníků proto sloužila vstupní fasáda vytvořená z dvaceti tisíc dřevěných tyčí uspořádáných v pravidelném rastru, otáčejících se podél své osy a nakloněných tak, aby kolemjdoucím vytvářely iluzi pohybu.
Velkorysý prostor expozice se skládal ze dvou modulárních jednotek. Přízemní část výstavy byla širokou rampou propojena s foyerem, z něhož se procházelo do malého kinosálu, restaurace a obchodu. Součástí expozice bylo promítání tří animovaných filmů od autorů Jiřího Bárty, Michaely Pavlátové a Pavla Koutského. Česko zde také bylo zastoupeno vystoupením hudebního souboru Dětská opera Praha pod vedením dirigentky, sopranistky Zuzany Markové.
Tvůrci interiéru vsadili na japonskou hravost a v expozici s názvem Zahrada fantazie a hudby představili šestnáct originálních zvukových a světelných nástrojů, které vyzývají ke hře a probouzí v návštěvnících fantazii. V prostoru expozice nebyla žádná elektronika, počítače, videoprojektory ani reproduktory a zvukové nástroje a světelné objekty se rozeznívaly a rozechvívaly pouze doteky návštěvníků.
Česká restaurace nabízela národní kuchyni, české nápoje a denní nabídku deseti jídel. Její interiér zdobil obrovský křišťálový lustr u vchodu, skleněné závěsy a fotografie Tona Stana s motivy tradičních českých oděvních doplňků. Na stolech vyrobených vrstvenou technologií byla pod fólií zabudovaná česká krajka.
Český pavilon navštívilo za 6 měsíců trvání výstavy 1,7 milionu diváků, což jej zařadilo mezi nejúspěšnější národní prezentace. Jediným mimopražským regionem, který se na výstavě představil samostatně, byl Jihomoravský kraj.